# 龙田街道
龙田街道是中国广东省深圳市坪山区下辖的一个街道，位於深圳市東北部。

## 地理
轄區东及北接坑梓街道和惠州市惠阳区、西接龙岗区，南接坪山街道、马峦街道和石井街道。
辖区面积 26.14 平方公里，常住总人口约 11.3 万人，实际管理人口约 13.58 万人，其中户籍人口约 1.5 万人（2016年5月）。

## 行政區劃
龙田街道現有社區居（村）委會數4個：
龙田社区、南布社区、竹坑社区和老坑社区。